# Onze-Lieve-Vrouw-Hemelvaartkerk (Damme)
De Onze-Lieve-Vrouw-Hemelvaartkerk is een kerkgebouw in de Belgische stad Damme. De kerk is toegewijd aan de tenhemelopneming van Maria.

## Historiek
Rond 1180 verrees aan de zuidzijde van Damme een gebedshuis toegewijd aan Onze-Lieve-Vrouw, in oorsprong waarschijnlijk een kapel van de parochie Oostkerke. De groei van de stad noodzaakte de oprichting van een nieuwe parochie en de bouw van een nieuwe kerk. Het gebedshuis werd rond 1210-1225 omgevormd tot een vroeggotische driebeukige basilicale kruiskerk met westtoren. Uitbreidingen volgden in de 13e en 14e eeuw wegens bevolkingstoename.
In 1578 werd de kerk geplunderd door de geuzen maar 14e-eeuwse apostelbeelden en het laatgotische doksaal bleven gespaard. Herstelling volgde tussen 1621 en 1626.
De slechte toestand van de kerk, het gebrek aan fondsen voor een grondige restauratie en het verval van de stad dat zorgde voor bevolkingsafname, was de aanleiding voor een gedeeltelijke sloop van de kerk. In 1704 ontstond discussie tussen de kerkelijke en burgerlijke overheid waarvan toelating nodig is. Een compromis werd op 17 maart 1725 ten slotte goedgekeurd door de Grote Raad van Mechelen. Hetzelfde jaar werden het transept en het schip en in 1727 de torenspits gesloopt. Men behield twee muren van de middenbeuk omwille van stabiliteit en steun voor de toren. Men sloot de zijkoren af met nieuwe westmuren en voor het middenkoor werd een groot voorportaal gebouwd dat het onderste gedeelte van het oude doksaal omvatte. In gans het bisdom verzamelde men gelden om de werken te bekostigen.
De kerk werd opnieuw gerestaureerd, eerst tussen 1890 en 1895 en later tussen 1902 en 1904. Het pleister werd van de baksteen verwijderd waarbij middeleeuwse muurschilderingen verloren gingen. In deze kerk worden anno 2018 geen erediensten meer gehouden.

## Galerij

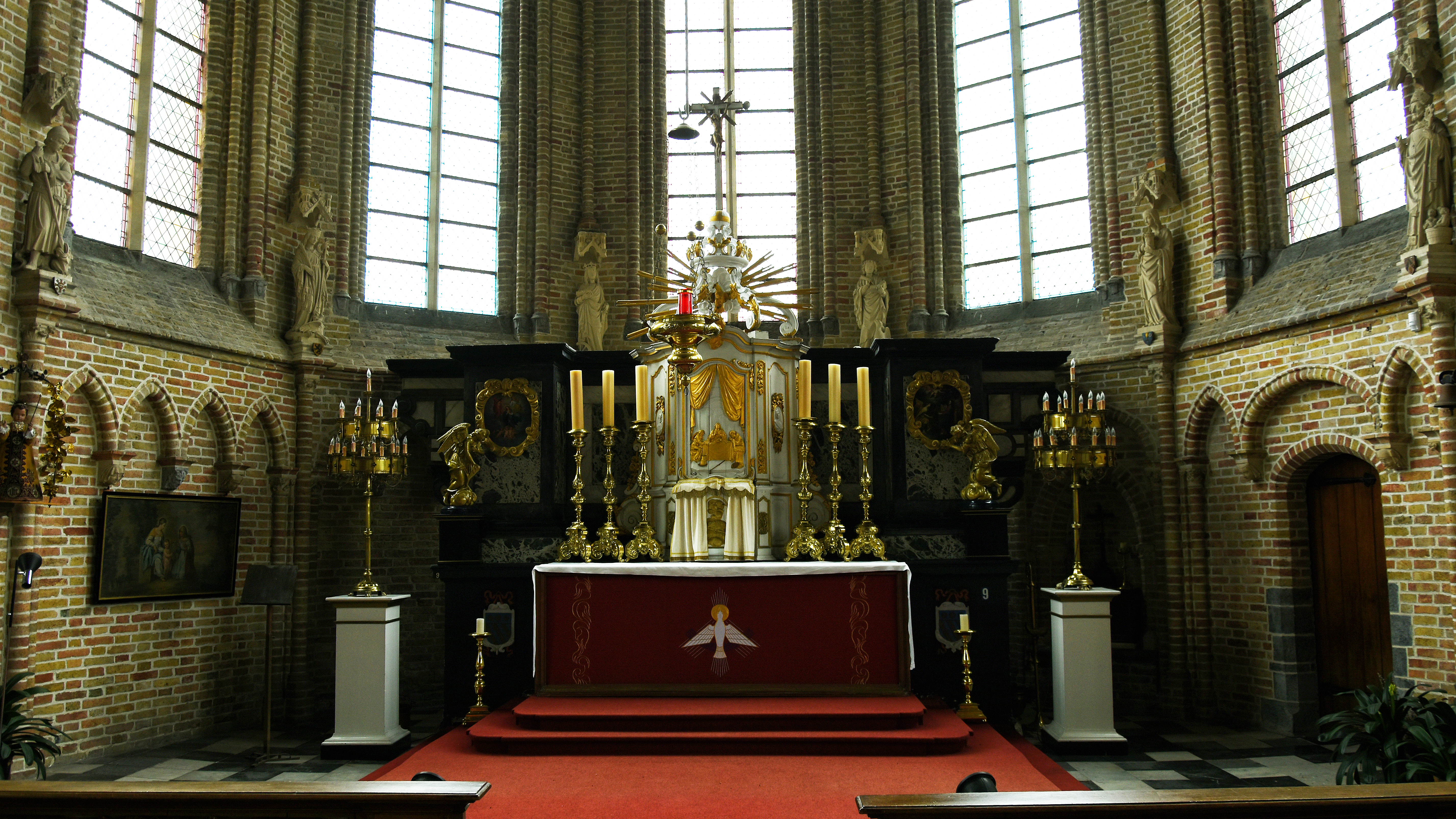
Het altaar van de kerk
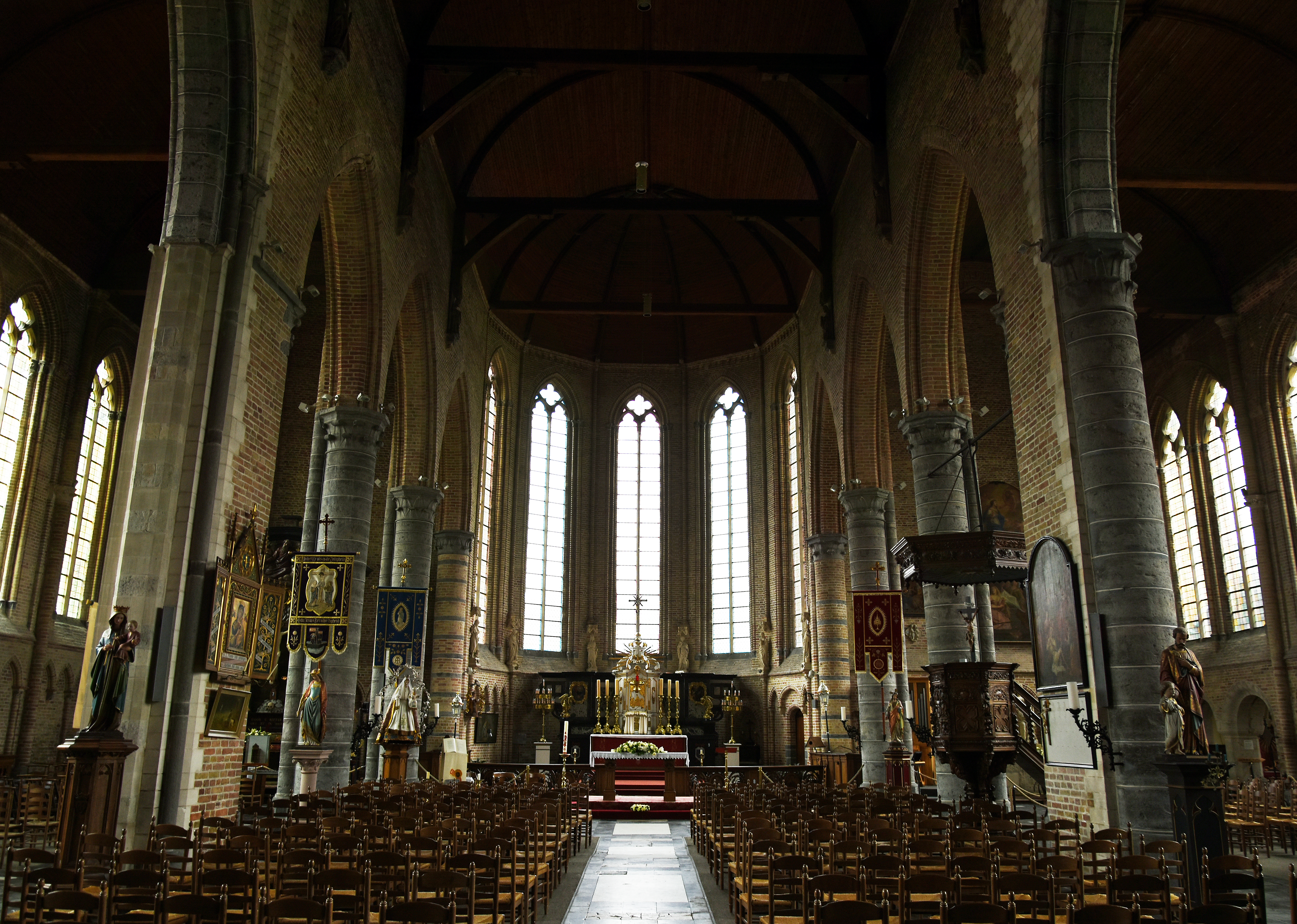
Het priesterkoor en schip
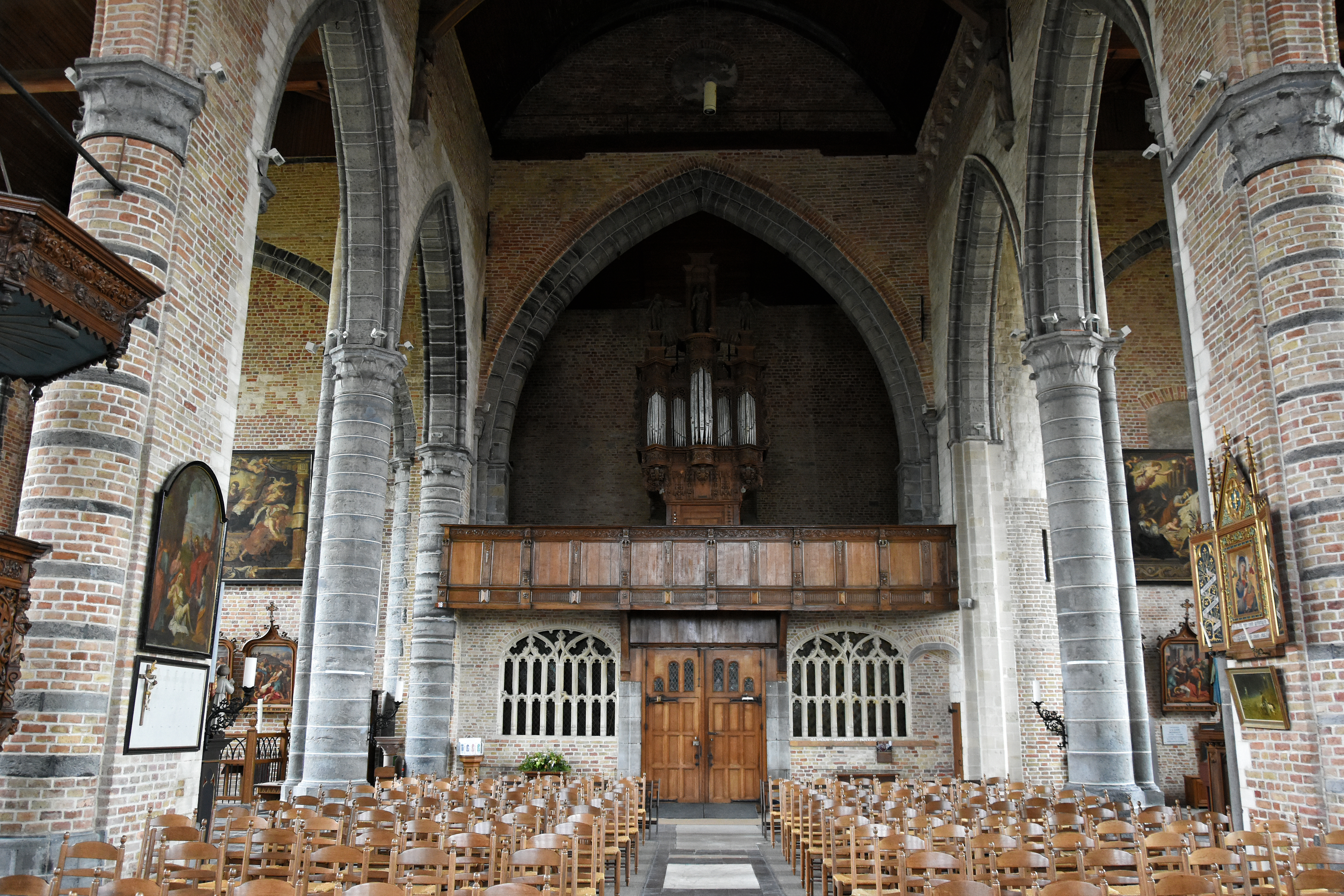
Het kerkorgel (Vanhoutte)
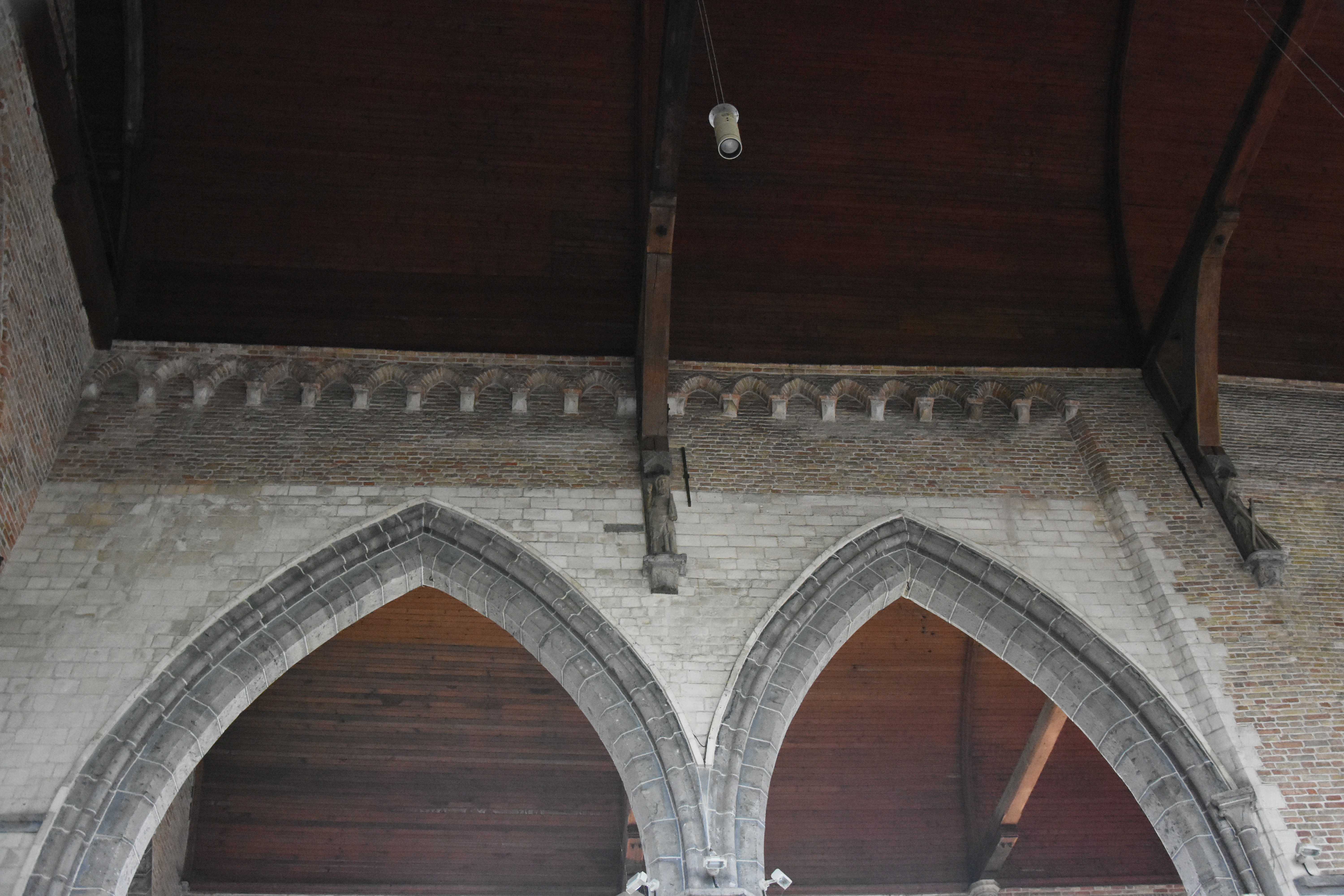
Houten apostelbeelden
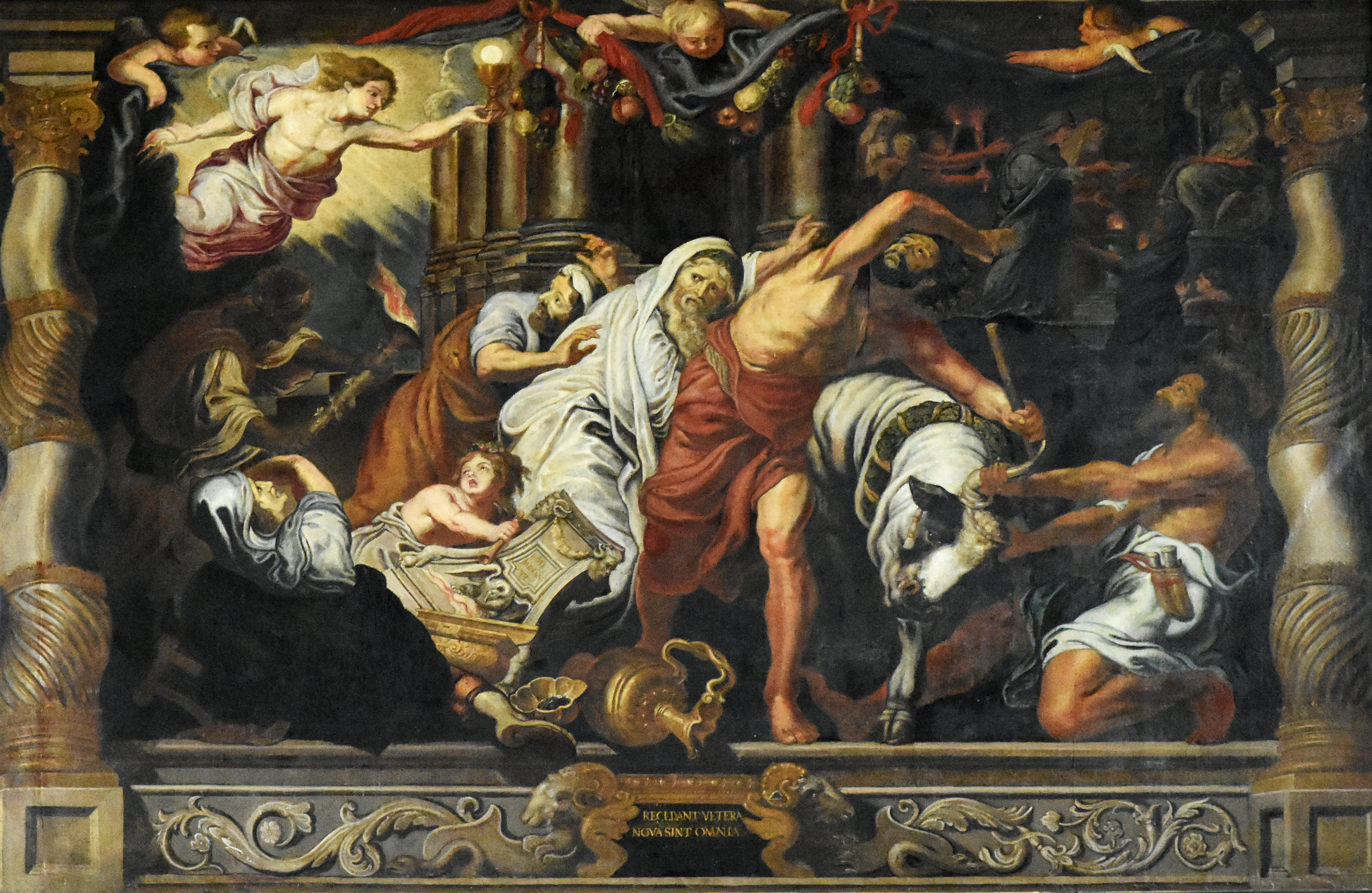
De oude wet wijkt voor de nieuwe van Peter Paul Rubens

## Bron
- Fiche van Onroerend Erfgoed